# Lucas (álbum)
| Críticas profissionais | Críticas profissionais |
| Avaliações da crítica  | Avaliações da crítica  |
| Fonte                  | Avaliação              |
| ---------------------- | ---------------------- |
| AllMusic               | [ 1 ]                  |
| ProgArchives           | (4.44/5)               |

Lucas é o quarto e último álbum de estúdio do aclamado músico e compositor mineiro Marco Antônio Araújo. Foi lançado em 1985, em formato LP, de forma independente por sua própria gravadora, a Strawberry Fields. Em 1994, o álbum foi relançado em CD, com 3 faixas bônus, e com a ordem das faixas um pouco modificada em relação ao LP original.
O nome do álbum é uma homenagem ao seu segundo filho, nascido 3 anos antes.
Conforme o site AllMusic.com, a música "Brincadeira" foi uma das primeiras composições do músico feitas em seu estilo pessoal. Houve várias versões deste tema, mas apenas esta foi gravada. Outras partes deste tema foram escritas, mas nunca gravadas. "Cavaleiro" era da mesma época que "Brincadeira", mas instrumentos clássicos eram usados no arranjo. Finalmente, "3rd Gymnopédie" é uma adaptação da famosa peça de piano de Erik Satie. Esta versão foi tocada por um trio de violão, violoncelo e flauta.

## Faixas
- Todas as músicas compostas por Marco Antônio Araújo.

| Lado A |              |         |  |
| N.º    | Título       | Duração |  |
| 1.     | "Lembranças" | 16:35   |  |

| Lado B         |                   |         |  |
| N.º            | Título            | Duração |  |
| 2.             | "Para Jimmy Page" | 5:17    |  |
| 3.             | "Caipira"         | 6:22    |  |
| 4.             | "Lucas"           | 4:20    |  |
| Duração total: | Duração total:    | 46:07   |  |

| Faixas bônus (Relançamento em CD em 1994) |                  |         |  |
| N.º                                       | Título           | Duração |  |
| 6.                                        | "Brincadeira"    | 3:45    |  |
| 7.                                        | "Cavaleiro"      | 6:20    |  |
| 8.                                        | "3rd Gymnopédie" | 3:15    |  |
| Duração total:                            | Duração total:   | 53:00   |  |

## Créditos Musicais
- Marco Antônio Araújo: Guitarra
- Alexandre Araújo: Guitarra
- Eduardo Delgano: Flauta
- Jaques Morelenbaum: Violoncelo
- José Marcos Teixeira: Teclados
- Max Magalhães: Piano
- Ivan Correa: Baixo
- Lincoln Cheib: Bateria
- Nando Carnerio: Arranjos, Teclados na fx. 3